# جوناثان هانكوك
جوناثان هانكوك (بالإنجليزية: Jonathan Hancock)‏ هو كاتب ومؤلف بريطاني، ولد في 12 فبراير 1972.